# The Pretty Things
Pour leur premier album, voir The Pretty Things (album).
The Pretty Things est un groupe britannique de rock fondé en 1963.
Réputé à ses débuts pour son R'n'B basique, souvent considéré comme un clone des Rolling Stones, le groupe s'oriente par la suite vers une musique plus élaborée, culminant en 1968-1970 avec S.F. Sorrow, considéré comme l'un des premiers opéras-rock/albums-concept, et son successeur Parachute, qui ne rencontrent pas de succès commercial. Les Pretty Things poursuivent, depuis, une carrière irrégulière, largement ignorée du grand public, continuant à enregistrer et à donner des concerts jusqu'à ce jour.

## Historique

### Origines
En 1962, Dick Taylor décide de quitter les Rolling Stones, où il tenait la basse, pour reprendre ses études. Il met toutefois peu de temps pour reformer autour de lui un groupe de blues, poussé par son ami Phil May : les sessions de jam sont alors courantes et permettent aux musiciens de se mélanger, de se connaître. Les Pretty Things – qui tirent leur nom d'une chanson de Bo Diddley, Pretty Thing – naissent autour de Taylor et May, avec John Stax à la basse et Viv Andrews à la batterie, qui ne tardent pas à être rejoints par Brian Pendleton à la guitare rythmique. Le groupe joue dans les clubs autrefois fréquentés par les Rolling Stones qui, peu à peu, délaissent les petites salles pour les grands concerts. Les Pretty Things sont alors considérés comme un simple clone des Stones, en plus rebelle ; du reste, ils se présentent eux-mêmes de cette manière, avec leurs cheveux encore plus longs que ces derniers et leur rhythm and blues encore plus basique et énergique.
Le fait de jouer dans les clubs londoniens réputés leur apporte vite renommée et considération. Ils sont repérés par Fontana Records, en quête d'un groupe à opposer aux Rolling Stones, qui leur fait changer de batteur pour Viv Prince, « le grand prêtre de la folie » selon l'expression de May : il influencera d'une certaine manière Keith Moon des Who. Le succès commercial ne tarde pas à venir : le premier single du groupe, Rosalyn, se classe à la 41e place du hit-parade britannique, succès confirmé par Don't Bring Me Down, qui atteint la dixième place, mais dont les paroles osées entraînent la censure aux États-Unis. Leur premier album, intitulé The Pretty Things (1965) est un succès, qui atteint la sixième place du UK Albums Chart.
Le groupe, toujours en contrat auprès de Fontana, commercialise plusieurs EP qui se vendent plutôt bien (Midnight to Six Man). Les Pretty Things commencent à composer eux-mêmes (£.S.D., Buzz the Jerk, You Don't Believe Me) des titres bien rock et fortement inspirés du rhythm and blues. Mais cette fois, hormis chez les connaisseurs, les ventes ne décollent pas : leur second album, Get the Picture?, passe largement inaperçu ; en outre, le choix de leur manager Bryan Morrison de ne pas faire de tournée aux États-Unis, leur ferme pour de bon cet immense marché (ils n'y jouent pour la première fois qu'en 1973). Leur image de musiciens subversifs (le titre £.S.D joue sur les mots en 'compromettant' la livre sterling, et la B.B.C. le retire des ondes), vulgaires (on ne compte pas les « fuck » dans leurs interviews d'époque) et peu fréquentables (les journaux de l'époque se font l'écho de leurs frasques alcoolisées, qui leur vaudront une interdiction à vie de revenir sur le territoire néo-zélandais), leur colle à la peau.

### Mutation et confirmation
Les frasques et élucubrations usent les membres du groupe. Courant 1966, le sort s'acharne sur les Pretty Things : les excès du batteur Viv Prince affectent sa santé et sa capacité à jouer, et il est poussé vers la sortie. Après avoir hésité à le remplacer par Mitch Mitchell, c'est finalement Skip Alan qui prend la place de Prince. Pendleton, victime d'une dépression nerveuse, et Stax, qui part s'installer en Australie, quittent également le groupe. De surcroît, leur musique se vend moins.
Le groupe se retrouve en studio : Taylor, May et Alan sont rejoints par le bassiste Wally Waller et le multi-instrumentiste John Povey, tous deux issus du groupe Bern Elliott & the Fenmen. En suivant le modèle des Kinks, dont ils reprennent la chanson A House in a Country, ils composent la totalité des titres de leur prochain opus. Les chansons sont critiques : Death of a Socialist, The Sun, Progress. Les bandes sont confiées à Reg Tilsey, dont la post-production (cordes, violons) change le ton de l'album du tout au tout. Emotions ne se vend pas et le public ne comprend pas. Les membres du groupe sont furieux et promettent qu'on ne les y reprendra plus ; du reste, leur contrat avec Fontana s'achève, et ils vont signer chez EMI.
En 1967, c'est le flower power et les Pretty Things s'orientent vers le psychédélisme : les huit minutes trente de Defecting Grey (réduites de moitié pour la sortie en single) annoncent les choses à venir. Enfermés dans les studios Abbey Road chaque soir, jouant sur les instruments des Beatles - qui enregistrent au même moment Sgt Pepper's Lonely Hearts Club Band - ils enregistrent le premier véritable opéra-rock, S. F. Sorrow, basé sur une histoire écrite par Phil May. Encore une fois, S. F. Sorrow subit les aléas de la post-production et sort finalement après le Tommy des Who. Pete Townshend aura beau avouer plus tard s'être inspiré de S. F. Sorrow, le public croit que les Pretty Things ont copié les Who.
Les Pretty Things participent aux deux premières éditions du festival de l'île de Wight, en 1968 et 1969, ainsi qu'au festival d'Amougies fin 1969. L'année suivante, le groupe continue sur sa lancée, malgré le départ de Dick Taylor (remplacé par Vic Unitt, ex-Edgar Broughton Band), et enregistre Parachute, un album organisé en deux moitiés dédiées aux avantages et inconvénients de la vie urbaine et rurale. Le magazine américain Rolling Stone le nomme meilleur album de l'année 1970 mais, encore une fois, le disque passe inaperçu.
Vers la même période, le groupe enregistre plusieurs albums pour DeWolfe Music, un label fournissant des musiques de film, sous le nom d'Electric Banana. Leur musique se retrouve dans plusieurs films et séries télévisées de la fin des années 1960, et le groupe apparaît en chair et en os dans le film de Menahem Golan What's Good for the Goose. En 1969, entre S. F. Sorrow et Parachute, les Pretty Things enregistrent également un album pour le millionnaire français Philippe DeBarge, qui accepte de les financer, à condition de chanter toutes les chansons. L'album ne sortira qu'en 2009, après avoir été l'objet de nombreux bootlegs.

### Après les Sixties

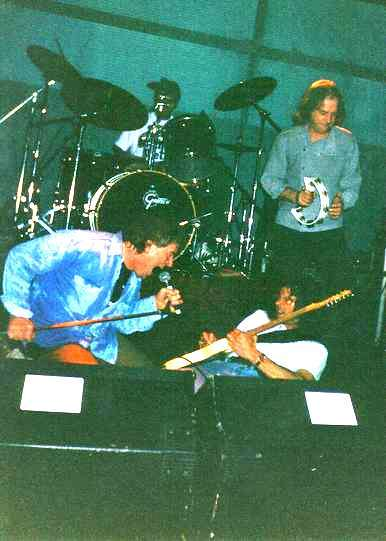
Les Pretty Things en 1999.

Frustrés par l'insuccès de leurs albums, les Pretty Things se séparent une première fois à la mi-1971. Toutefois, ils se reforment avant la fin de l'année, sur l'insistance de leur nouveau manager Bill Shepherd, enthousiasmé par sa découverte de Parachute ; aux côtés de May, Povey et Alan, Peter Tolson et Stuart Brooks remplacent Vic Unitt et Wally Waller. Ils signent chez Warner en décembre 1971 et enregistrent Freeway Madness, qui sort en 1972. L'année suivante, David Bowie, admirateur du groupe, lui rend hommage en reprenant les deux premiers succès des Pretty Things, Rosalyn et Don't Bring Me Down, sur son album de reprises Pin Ups.
En 1974, ils sont parmi les premiers à signer sous l'étiquette Swan Song, fondée par Led Zeppelin, avec qui ils partagent le même manager, Peter Grant. La nouvelle formation, composée de May, Povey, Alan, Tolson, Gordon Edwards et Jack Green, enregistre deux albums, Silk Torpedo en 1974 et Savage Eye en 1975, qui se classent dans le bas du Billboard 200. Le groupe se sépare en 1976.
Les Pretty Things renaissent en 1978 dans leur configuration « classique » (May-Taylor-Allen-Alan-Povey) pour un unique concert au Midas Club d'Alphen aan den Rijn (Pays-Bas), dont sera tiré le bootleg Live '78. Rejoints par Peter Tolson, ils sortent Cross Talk, nettement influencé par le punk et la new wave, en 1980 ; une fois encore, le succès n'est pas au rendez-vous. Le groupe se produit en concert, de manière sporadique, durant le reste de la décennie, dans des configurations très variables, May et Taylor s'entourant de musiciens divers pour les albums Live at the Heartbreak Hotel (1984) et Out of the Island (1988). Au début des années 1990, May et Taylor s'embarquent dans une grande tournée européenne mettant en valeur les chansons de leurs débuts, R&B et blues, qui sera suivie de nombreuses autres. Ils enregistrent deux albums avec l'ancien batteur des Yardbirds, Jim McCarty, sous le nom de « The Pretty Things / Yardbirds Blues Band », ainsi qu'un album hommage au garage rock, A Whiter Shade of Dirty Water, avec Matthew Fisher de Procol Harum, sous le nom de « The Pretty Things 'n Mates ».
En 1995, la formation « classique » du groupe se réunit et, avec le guitariste Frank Holland, enregistre en 1998 une version live de S.F. Sorrow, en s'offrant, en plus, les services du conteur Arthur Brown (qui raconte l'histoire de l'album, faisant le lien entre les titres) et de David Gilmour, vieil ami du groupe et guitariste du groupe Pink Floyd. L'album Rage Before Beauty, en gestation depuis 1980, sort enfin en 1999, suivi de Balboa Island en 2007. Le groupe continue à donner des concerts en Europe et aux États-Unis.

## Discographie
| - 1965 : The Pretty Things (no 6) - 1965 : Get the Picture? - 1967 : Emotions - 1968 : S.F. Sorrow - 1970 : Parachute (no 43) - 1972 : Freeway Madness - 1974 : Silk Torpedo - 1975 : Savage Eye - 1980 : Cross Talk - 1987 : Out of the Island - 1999 : Rage Before Beauty - 2007 : Balboa Island - 2009 : Philippe DeBarge (enregistré en 1969) - 2015 : The Sweet Pretty Things (Are in Bed Now, of Course…) - 1984 : Live at the Heartbreak Hotel - 1999 : Resurrection - 2014 : Live at the 100 Club - 2015 : Live at Rockpalast - 2019 : The Final Bow - 2021 : Live at the BBC (Coffret 6CD compilation 1964-2018) - 1967 : Electric Banana - 1968 : More Electric Banana - 1969 : Even More Electric Banana - 1973 : Hot Licks - 1978 : The Return of the Electric Banana - Pretty Things / Yardbird Blues Band (avec Jim McCarty des Yardbirds) : - 1991 : The Chicago Blues Tapes 1991 - 1994 : Wine, Women & Whiskey - Pretty Things 'n Mates (avec des membres des Inmates et Matthew Fisher) : - 1992 : A Whiter Shade of Dirty Water | - 1975 : Greatest Hits 64-67 - 1976 : The Vintage Years - 1977 : Singles A’s And B’s - 1982 : The Pretty Things 1967-1971 - 1986 : Cries from the Midnight Circus: The Best of 1968–1971 - 1986 : Let Me Hear the Choir Sing - 1987 : Closed Restaurant Blues - 1995 : Unrepentant: The Anthology - 2001 : Latest Writs, Greatest Hits - 2002 : Singles As & Bs - 2003 : The Very Best of - 2004 : Come See Me: The Very Best of The Pretty Things - 2004 : Still Unrepentant - 2013 : Introducing the Pretty Things - 2015 : Bouquets from a Cloudy Sky - 2017 : Greatest Hits - 1964 : Rosalyn / Big Boss Man (no 41) - 1964 : Don't Bring Me Down / We'll Be Together (no 10) - 1965 : Honey I Need / I Can Never Say (no 13) - 1965 : Cry to Me / Get a Buzz (no 28) - 1965 : Midnight to Six Man / Can't Stand the Pain (no 46) - 1966 : Come See Me / £.S.D. (no 43) - 1966 : A House in the Country / Me Needing You (no 50) - 1966 : Progress / Buzz the Jerk - 1967 : Children / My Time - 1967 : Defecting Grey / Mr. Evasion - 1968 : Talkin' About the Good Times / Walking Through My Dreams - 1970 : The Good Mr. Square / Blue Serge Blues - 1970 : October 26 / Cold Stone - 1971 : Stone Hearted Mama / Summertime / Circus Mind - 1973 : Over the Moon / Havana Bound - 1974 : Is It Only Love / Joey - 1975 : I'm Keepin' / Atlanta - 1975 : Joey / Come Home, Momma - 1976 : Sad Eye / Remember That Boy - 1976 : Tonight / It Isn't Rock 'n' Roll - 1980 : I'm Calling / Sea of Blue - 1989 : Eve of Destruction / Going Down Hill |

## Membres

### Liste
- Phil May : chant, harmonica (depuis 1963)
- Dick Taylor : guitare principale (1963-1969, depuis 1978)
- Brian Pendleton : guitare rythmique (1963-1966)
- John Stax : basse (1963-1967)
- Pete Kitley : batterie (1963)
- Viv Broughton (a.k.a. « Viv Andrews ») : batterie (1963-1964)
- Viv Prince : batterie (1964-1965)
- Skip Alan : batterie (1965-1968, 1969-1976, 1978-1980, 1994-2007)
- John Povey (†) : claviers (1967-1976, 1978-1981, 1998-2007)
- Wally « Waller » Allen : basse, guitare (1967-1971, 1978-1981, 1994-2008)
- Twink : batterie (1968-1969)
- Peter Tolson : guitare (1971-1976, 1978-1981)
- Stuart Brooks : basse (1971-1974)
- Gordon Edwards : guitare, claviers, chant (1973-1976)
- Jack Green : basse, chant (1974-1976)
- Joe Shaw : guitare (1984-1990)
- John Clark : batterie (1984)
- David Wintour : basse (1984)
- David Wilki : claviers (1984)
- Kevin Flanagan : saxophone (1984)
- Perry Margouleff : guitare (1986-1987)
- Roelf Ter Veld : basse (1986-1987)
- Doede Ter Veld : batterie (1986-1987)
- Bertram Engel : batterie (1987, 1993-1995)
- Frank Holland : guitare (depuis 1988)
- Mark St. John : batterie, percussions, chant (depuis 1988, occasionnellement)
- Steve Browning : basse (1988-1991, 1993-1995)
- Barklay McKay : guitare (1993-1995)
- Hans Waterman : batterie (1993-1995)
- Jack Greenwood : batterie (depuis 2007)
- George Woosey : basse (depuis 2008)